# トマス・ターナー (冶金学者)

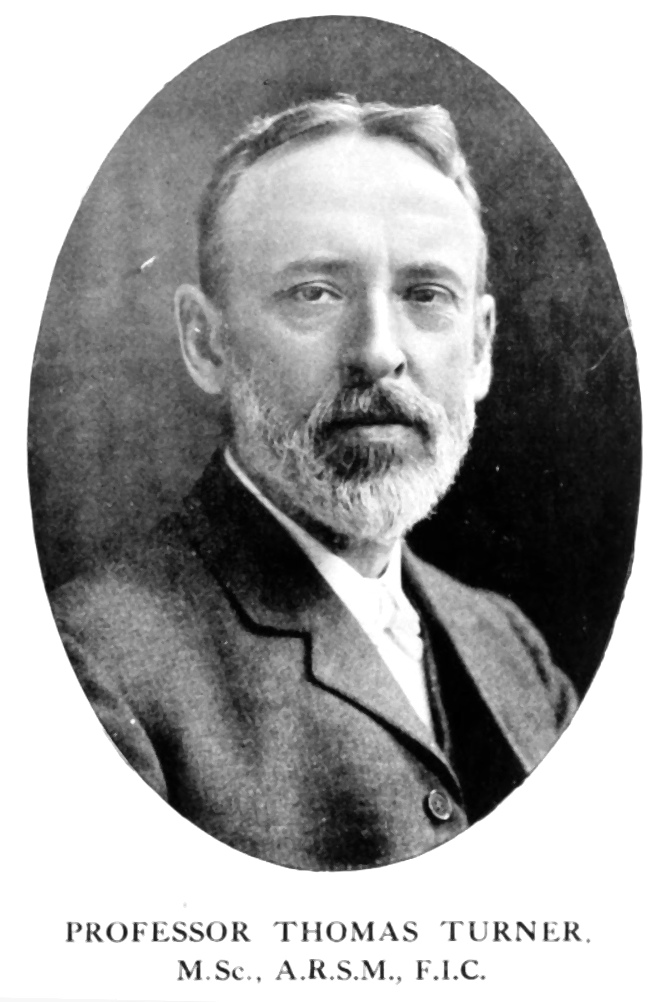
Thomas Turner, A.R.S.M

トマス・ターナー（Thomas Turner Sc., A.R.S.M., F.R.I.C.、1861年 - 1951年）は、イギリスにおいて最初に冶金学の教授となったバーミンガム大学の教員。バーミンガム生まれ。バーミンガム大学は1900年に設立され、冶金学部門は1902年に開設された。ターナーは、金属の硬さを計測するスクレロメーター（sclerometer：引っかき硬度試験機）の初期の開発を担った。ターナーは1926年に大学を退職した。彼はまた、キリスト・アデルフィアン派教会の主要なメンバーであった。
ターナーは、1861年に、バーミンガムのレディウッドに生まれた。1887年にエディンバラのクリスチャン・スミス (Christian Smith) と結婚し、息子2人と娘2人をもうけた。ロンドンの王立鉱山学校に学び、同校の創設者を記念して毎年与えられるヘンリー・デ・ラ・ビーチ・メダルを授与された。1883年には、メイソン科学大学のデモンストレーターとなり、次いで1887年に、「以降40年間ターナーの主導によって大いに発展を遂げることとなった」新しい学問である冶金学の講師となった。1894年から1902年にかけては、スタッフォードシャー州議会の技術指導監督 (Director of Technical Instruction) を務めたが、1902年には、新設されて間もないバーミンガム大学の初代冶金学教授に選ばれた。1926年には大学を退職したが、出版や公演の活動はその後も継続した。
ターナーの最も顕著な功績は、鋳鉄におけるケイ素の影響に関する一連の研究である。ターナーは金属学会 (the Institute of Metals) の創設会員のひとりで、後には会長も務め、また、帝国研究院（Imperial Institute：後の英連邦研究院の前身）の顧問委員のひとりでもあった。
ターナーは、キリスト・アデルフィアン派教会でも長年にわたり活発に活動し、the Suffolk Street fellowship の雑誌『Fraternal Visitor』の編集者であったジョセフ・ジャドリー (Joseph Hadley) を、編集助手として支えた。この役割との関係から、ターナーはドイツの「コミュニティ (Gemeinde)」にも結び付いており、アルベルト・マイヤーやルードヴィッヒ・フォン・ガーテルと、通信を交わしていた。ターナーは賛美歌の書き手でもあり、自分が所属する教会のために賛美歌の歌詞を書いた。

## おもな著作
- The metallurgy of iron and steel 1895
- Practical metallurgy: an introductory course for general students 1919